# Róger Flores
Róger Flores Solano (Hatillo, San José, 26 de mayo de 1957) es un exfutbolista y entrenador costarricense, que se desempeñó en la posición de defensa. Recordado principalmente como el capitán de la Selección de fútbol de Costa Rica que disputó la Copa Mundial 1990, en la que anotó un gol a Suecia (victoria costarricense 2-1).

## Trayectoria

### Como jugador
Róger Flores es originario del distrito de Hatillo, en el cantón de San José. Jugó sólo con clubes de Costa Rica, iniciando su carrera deportiva en las divisiones menores de la Asociación Deportiva Sagrada Familia en 1973, a sus 16 años. 
Hizo su debut en la Segunda División en 1978, y dos años después pasó a jugar a la Primera División con la Asociación Deportiva San Carlos. Con el club norteño se mantuvo hasta 1981, para regresar una vez más a Sagrada Familia, recién ascendido ese año.
"Il Capitano" ("El Capitán" en italiano) jugó para los dos equipos más populares del país: la Liga Deportiva Alajuelense y el Deportivo Saprissa. Comenzó en Alajuelense en 1983, y fue parte del equipo que ganó la Copa de Campeones de la CONCACAF en 1986. Ganó dos títulos nacionales con los rojinegros en 1983 y 1984. 
Después de su traslado al Saprissa en 1987, llegó a la cima de su carrera, convirtiéndose en un ídolo de la afición y en el capitán del equipo y de la selección nacional. Con Saprissa, ganó otros dos torneos locales (1988 y 1989). 
Flores se retiró como futbolista profesional en 1993, a sus 36 años, jugando con la A.D. Turrialba. Marcó un total de 30 goles en el campeonato nacional, cifra bastante significativa para un defensa.
Como jugador, se le recuerda por su liderazgo y seguridad en el campo, así como por sus excelentes coberturas defensivas.

### Como entrenador
Después de retirarse, se hizo entrenador de varios equipos en la Primera y Segunda División del país, así como de una selección Sub-17 de Costa Rica en 1999.  Su trayectoria como técnico se inició en la A.D. Sagrada Familia en 1995.  Posteriormente, dirigió a la A.D. Goicoehcea, Municipal Liberia, A.D. Santa Bárbara, C.S. Herediano, y A,D. Barrio México. 
En esta labor destaca su campeonización con la A.D. Goicoechea en la temporada 1995-96, con lo que ascendió a la Primera División. En Segunda División fue técnico de la Barrio México, en las temporadas 2007 -2008 donde logró el subcampeonato en 2008.

## Selección nacional
Flores participó en las eliminatorias de la selección nacional de fútbol de Costa Rica rumbo a los Mundiales de 1986, 1990 y 1994. Previamente, un par de lesiones lo sacaron de los juegos olímpicos de Moscú 1980 y de Los Ángeles 1984.
Fue el capitán del conjunto patrio durante la Copa Mundial de Fútbol de 1990 celebrada en Italia. Fue la primera copa en la que participó su país y el equipo nacional logró la hazaña histórica de la clasificación para la segunda ronda, contra todo pronóstico, superando a equipos aparentemente mucho más fuertes como Escocia, Brasil, y Suecia, país que e incluso le metió un gol para dar la victoria para Costa Rica (2-1), en el último partido, Flores apareció también contra la Selección de Checoslovaquia en el que fueron derrotados por un marcador superior ante Checoslovaquia 4-1.
Flores hizo 49 apariciones con Costa Rica y anotó un gol en total. Siendo seleccionado ganó el I Torneo de la Copa Centroamericana UNCAF, en el año 1991.

### Copas del Mundo
| Mundial                        | Sede   | Resultado        | Partidos | Goles |
| ------------------------------ | ------ | ---------------- | -------- | ----- |
| Copa Mundial de Fútbol de 1990 | Italia | Octavos de final | 4        | 1     |

### Copa Centroamericana
| Copa            | Sede       | Resultado | Partidos | Goles |
| --------------- | ---------- | --------- | -------- | ----- |
| Copa Uncaf 1991 | Costa Rica | Campeón   | 3        | 0     |

### Copa de Oro de la CONCACAF
| Copa          | Sede           | Resultado    | Partidos | Goles |
| ------------- | -------------- | ------------ | -------- | ----- |
| Copa Oro 1991 | Estados Unidos | Cuarto lugar | 5        | 0     |

### Goles internacionales
| N. | Fecha               | Sede                           | Rival  | Gol | Resultado | Competición       |
| -- | ------------------- | ------------------------------ | ------ | --- | --------- | ----------------- |
| 1. | 20 de junio de 1990 | Estadio Luigi Ferraris, Génova | Suecia | 1–1 | 2–1       | Copa Mundial 1990 |

## Clubes
| Club                  | País       | Año         |
| --------------------- | ---------- | ----------- |
| A. D. Sagrada Familia | Costa Rica | 1978 - 1979 |
| A. D. San Carlos      | Costa Rica | 1980 - 1981 |
| A. D. Sagrada Familia | Costa Rica | 1982        |
| L. D. Alajuelense     | Costa Rica | 1983 - 1987 |
| Deportivo Saprissa    | Costa Rica | 1987 - 1993 |
| Municipal Turrialba   | Costa Rica | 1993        |

## Palmarés

### Títulos nacionales
| Título                         | Equipo             | País       | Año  |
| ------------------------------ | ------------------ | ---------- | ---- |
| Primera División de Costa Rica | L.D Alajuelense    | Costa Rica | 1983 |
| Primera División de Costa Rica | L.D Alajuelense    | Costa Rica | 1984 |
| Primera División de Costa Rica | Deportivo Saprissa | Costa Rica | 1988 |
| Primera División de Costa Rica | Deportivo Saprissa | Costa Rica | 1989 |

### Títulos internacionales
| Título                           | Equipo                  | País                                    | Año  |
| -------------------------------- | ----------------------- | --------------------------------------- | ---- |
| Copa de Campeones de la Concacaf | L.D Alajuelense         | Norteamérica, Centroamérica y el Caribe | 1986 |
| Copa Centroamericana             | Selección de Costa Rica | Costa Rica                              | 1991 |